# Lanli (ort)
Lanli är en ort i Kina. Den ligger i provinsen Hunan, i den södra delen av landet, omkring 300 kilometer väster om provinshuvudstaden Changsha. Antalet invånare är 1 660.
Runt Lanli är det tätbefolkat, med 257 invånare per kvadratkilometer. Närmaste större samhälle är Xinglongchang, 19,4 km norr om Lanli. I omgivningarna runt Lanli växer huvudsakligen savannskog.
Genomsnittlig årsnederbörd är 1 796 millimeter. Den regnigaste månaden är maj, med i genomsnitt 290 mm nederbörd, och den torraste är januari, med 47 mm nederbörd.